# The Sheriff
The Sheriff er en amerikansk stum komediefilm (slapstick) fra 1918 skrevet og instrueret af Roscoe "Fatty" Arbuckle, der også spiller filmens hovedrolle. Filmen er produceret af Comique Film Company, der producerede flere af "Fattys" film.
Buster Keaton medvikrede i de fleste af Fatty Arbuckles film, men ikke i denne, hvor Keatons rolle er overtaget af Monty Banks (krediteret som Mario Bianchi).
Filmen anses som tabt. 

## Handling
Roscoe "Fatty" Arbuckle spiller sheriffen Cook, der er stor fan af Douglas Fairbanks. En bandit (spillet af Arbuckles nevø Al St. John) kommer til den lille by, hvor han terroriserer en skolelærerinde (spillet af Betty Compson), som Cook har et godt øje til. Skolelærerinden bliver bortført, og Cook redder hende i en række komiske scener, hvori indgår kast med lagkager, som i mange af Arbuckles øvrige film. 
Arbuckles hund, Luke, der ofte optrådte i hans film, har en stor rolle i filmen.